# Анн Анселін Шутценбергер
Анн Анселін Шутценбергер, народжена як Анна Анселін-Ейнох, 29 березня 1919 року в Москві та померла 23 березня 2018 року в Парижі, — французька психологиня, психотерапевтка і вчена. Вона була почесною професоркою Університету Ніцца-Софія-Антиполіс.
Анн Шутценбергер відома своїми дослідженнями психогенеалогії, зокрема своєю книгою Aïe, mes aïeux! («Синдром предків»).

## Життєпис
Анн Анселін Шутценбергер народилася 29 березня 1919 в Москві в єврейській родині Симона Ейноха та Белли Розенблюм. Анн виросла в Парижі та навчалася в ліцеї Мольєра. Вона здобула ступінь бакалавра з математики та філософії, потім вступила до університету, на право, потім на психологію, отримала докторські ступені з літератури та психології.
Під час Другої світової війни вона брала участь у Опорі, французькому національно-визвольному русі. В результаті її діяльності в Опорі вона стала регіональною секретаркою новоствореного Mouvement de libération nationale у 1944 році, а 6 червня 1944 року її будинок був спалений німецькими солдатами 2-га танкової дивізії СС «Дас Райх» в центральній Франції.
30 серпня 1948 році вона вийшла заміж за математика Марселя-Поля Шутценбергера у Лондоні. У 1950 році у пари народилася донька Елен, але згодом пара розлучилась. Через чоловіка вона познайомилася з Клодом Леві-Стросом.
В 1947 році разом з Жераром Мійо та декількома студентами вона створила «Психологічний бюлетень студентів Паризького університету» (1947—1948), який згодом редагувала, взявши на себе функції головної редакторки разом з Андре Кіршеном, а потім самостійно, поки він не виїхав до Америки. Перший номер журналу було випущено на кухні квартири Шутценбергер.
У 1950 році вона отримала стипендію Фулбрайта, щоб протягом трьох років спеціалізуватися з соціальної психології та групової динаміки в США. Стипендія дозволила їй навчатися психодрамі під керівництвом Якоба Леві Морено в Нью-Йорку, і вони залишалися друзями до його смерті. Під час перебування за кордоном вона працювала з Карлом Роджерсом, Маргарет Мід, Грегорі Бейтсоном і Полом Вацлавіком, серед інших. З 1951 по 1952 року вона проходила кілька стажувань в Інституті Морено (Бікон, Нью-Йорк). Вона отримала американський диплом TEP (Trainer Educator and Practitioner) і диплом Director of Moreno Institute.
У Парижі вона проходила традиційну психотерапію методом психоаналізу у Роберта Гессейна, а потім у Франсуази Дольто.
Брала участь в організації Council зі створення міжнародної асоціації групової психотерапії, з 1950 року, потім була співзасновницею Міжнародної асоціації групової психотерапії (IAGP). Спочатку як генеральна секретарка, потім віце-президентка, а з 2003 року почесна архівістка.
У 1964 році вона брала участь в організації конгресу з психодрами на медичному факультеті Парижа під головуванням Поля Сівадона за участю Морено.
З 1967 року вона була директоркою наукової лабораторії досліджень соціальної психології в Університеті Ніцци. На момент її смерті вона була там почесною професоркою, хоча покинула викладання у віці 86 років. Вона дожила до 98 років, і її поховали в Булонь-Біянкур.
У 1989 році вона заснувала École Française de Psychodrame, де викладала психодраму.
Вона захистила дисертацію з психології та була призначена професоркою університету Ніцци.

## Наукова діяльність
Робота Анн Шутценбергер спрямована на вивчення психогенеалогії, невербальної комунікації та сімейних зв'язків. У своїх дослідженнях вона розвиває техніку геносоціограми: генеалогічного дерева, яке враховує не тільки існуючі родинні зв'язки, а й повторення особливостей особистого та соціального розвитку всередині сім'ї, у тому числі «передачу» психічних та фізичних травм від покоління до покоління. Її дослідження поглибили усвідомлення важливості розуміння життя предків, ролі несвідомого та мимовільного зв'язку між поколіннями.

## Авторська діяльність
У 1985 році вона опублікувала книгу Vouloir guérir («Бажаючи зцілитись») і почала допомагати невиліковно хворим на рак, деякі з яких досі живі. Вона взяла участь у Національній онкологічній консультації".
У 2002 році вийшла її книга Aïe mes aïeux!, яка стала бестселером та витримала понад 15 видань лише французькою мовою. Ця книга перекладена багатьма мовами, у 2001 році вперше була випущена російською під назвою «Синдром предків» і з того часу двічі перевидавалася.
У 2004 році Шутценбергер викладала трансгенераційний курс в Австралії, Аргентині, Швеції та Португалії. Видає дві нові книжки: Психодрама та, з лікарем Гіслайн Девроде, Ці хворі діти їхніх батьків.

## Спадщина
З 2015 року Асоціація музею Морено забезпечила реорганізацію та каталогізацію архівів і професійної бібліотеки, отриманих від дослідниці, щоб зберегти їх і зробити доступними в Турині для дослідження.

## Нагороди та визнання
- Нагорода «Союзна допомога опору» (1945)
- Переможниця Третьої Міжнародної премії «Сороптимістка» (1946)
- Стипендія Фулбрайта (1950)

## Публікації
- Sociometrie за участю Авраама Молеса та Курда Алслебена, Éditions Universitaires, Париж, 1972 (робота, присвячена Якобу Леві Морено)
- Внесок у дослідження невербальної комунікації, 1978.
- Le Jeu de role, Paris, ESF, 1981, (5 видання, 1999).
- Бажаючи зцілитися, допомагаючи хворим на рак, Париж, Desclée de Brouwer, 1985, 9е видання, 2004.
- Aïe, mes aïeux ! Трансгенераційні зв'язки, сімейні таємниці, синдром дня народження, передача травм і практика геносоціограми Париж, Desclée de Brouwer, 1988. (16 переглянуте та розширене, 4 вересня 2007) [англійський, німецький, російський, португальський, іспано-аргентинський, італійський переклади].
- Синдром предків, Лондон і Нью-Йорк, Routledge, 1998.
- Короткий зміст психодрами. Знайомство з технічними аспектами. Париж, Éditions Universitaires, розширене видання 1972, 261 стор. [Перевидання та доповнення, Le Psychodrame, Париж, Payot, 2003. [німецький, італійський, іспанський, шведський, японський, турецький переклади (1980)].
- Психодрама, Париж, Payot, 2003.
- Сімейні таємниці, несказане та синдром дня народження в Transmissions, Джойс Ейн (ред.), Тулуза, Ерес, 2003.
- З Гіслен Девроде, Ці хворі діти їхніх батьків, Париж, Payot, 2003.
- Вийти з трауру, подолати горе та навчитися жити знову з Евелін Біссон Жефруа, Париж, Payot, 2005.
- З Гіслайн Девроде, «Страждання в тиші, спадщина невирішеного сексуального насильства», 2005.
- Внески до історії життя у Вінсента де Голежака[fr], (ред.) 2003—2004.
- Історія життя та теоретичний вибір — Жінки та соціальні науки — «Соціальні зміни», Париж, L'Harmattan.
- Геносоціограма. Вступ до трансгенераційної психології в " Генограма ", спеціальний випуск Critical Notebooks of family therapy and practice of networks, Брюссель, 2000, no 25, p. 61–83.
- Синдром предків: Трансгенераційні зв'язки, сімейні таємниці, синдром річниці, передача травм та практичне використання геносоціограми — М.: Вид-во Інституту психотерапії, 2005. — 256 с. — (Золотий фонд психотерапії) — ISBN 5-89939-051-4.
- Le Psychogenealogy: Guerir les blessures familiares et se retrouver soi., Париж, Payot, 2007
- Психогенеалогія: Як вилікувати сімейні рани та знайти себе. М.: Вид-во Інституту психотерапії, 2010. — 224 с. — (Золотий фонд психотерапії). — 4,000 прим. — ISBN 978-5-9031-8274-9.
- Задоволення від життя, Париж, Payot, 2009.
- Практичні вправи з психогенеалогії, Париж, Payot, 2011.
- Тут і зараз. Давайте жити повноцінно, Париж, Payot, 2013.
- Таємна мова тіла, Париж, Payot, 2015.